# Franco Fraticelli
Franco Fraticelli (* 30. August 1928 in Rom; † 26. April 2012 in Rom) war ein italienischer Filmeditor.

## Leben
Fraticelli begann im Jahr 1950 mit dem Filmschnitt und war an über 150 Filmen beteiligt. Zuletzt war er im Jahr 2002 bei der Mini-Serie Maria Josè, l'ultima regina aktiv. Er arbeitete im Laufe der Jahre unter anderem intensiv mit Dario Argento und Lina Wertmüller zusammen.

## Filmografie (Auswahl)
- 1957: Die letzte Chance (La mina)
- 1958: Rebell ohne Gnade (Capitan Fuoco)
- 1959: Herkules, der Schrecken der Hunnen (Il terrore dei barbari)
- 1960: Der Bucklige von Rom (Il gobbo)
- 1960: Ursus – Rächer der Sklaven (Ursus)
- 1963: Ursus, der Unbesiegbare (Ursus nella terra di fuoco)
- 1964: Due mafiosi nel Far West
- 1964: Der größte Sieg des Herkules (Ercole l’invincibile)
- 1964: Heiße Spur Kairo-London (La Sfinge sorride prima di morire - Stop Londra)
- 1964: Keinen Cent für Ringos Kopf (Massacro al Grande Canyon)
- 1964: Minnesota Clay
- 1965: Cuatro dólares de venganza
- 1965: Herr Major, zwei Flaschen melden sich zur Stelle (I due sergenti del generale Custer)
- 1965: Ich habe sie gut gekannt (Io la conoscevo bene)
- 1965: Pistoleros (All'ombra di una colt)
- 1965: Spione unter sich (The Dirty Game)
- 1966: Lanky Fellow – Der einsame Rächer (Per il gusto di uccidere)
- 1966: Mögen sie in Frieden ruh’n (Requiescant)
- 1966: Unser Boß ist eine Dame (Operazione San Gennaro)
- 1966: Siebzehn Jahr, blondes Haar
- 1967: John il bastardo
- 1967: Der Tod ritt dienstags (I giorni dell'ira)
- 1968: Die Banditen von Mailand (Banditi a Milano)
- 1968: Das Geschlecht der Engel (Il sesso degli angeli)
- 1969: Liebe und Zorn (Amore e rabbia)
- 1969: Der blauäugige Bandit (Barbagia (La società del malessere))
- 1969: Blutiges Blei (Il prezzo del potere)
- 1970: Das Geheimnis der schwarzen Handschuhe (L'uccello dalle piume di cristallo)
- 1971: Die neunschwänzige Katze (Il gatto a nove code)
- 1972: Mimi, in seiner Ehre gekränkt (Mimì metallurgico ferito nell’onore)
- 1972: Sie verkaufen den Tod (Una ragione per vivere e una per morire)
- 1972: Der Sizilianer (Torino nera)
- 1973: Liebe und Anarchie (Film d’amore e d’anarchia – Ovvero “Stamattina alle 10 in via dei Fiori nella nota casa di tolleranza…”)
- 1974: Hingerissen von einem ungewöhnlichen Schicksal im azurblauen Meer im August (Travolti da un insolito destino nell'azzurro mare d'agosto)
- 1974: Amore libero – Free Love
- 1974: Mussolini – Die letzten Tage (Mussolini – ultimo atto)
- 1975: Rosso – Farbe des Todes (Profondo rosso)
- 1975: Sieben Schönheiten (Pasqualino Settebellezze)
- 1975: Der Tomatenkrieg (Antonio e Placido - Attenti ragazzi… chi rompe paga)
- 1977: Kleinhoff Hotel
- 1977: Suspiria
- 1979: Gestohlene Herzen (Bugie bianche)
- 1982: Alles fliegt dir um die Ohren (Comin' at ya!)
- 1982: Tenebrae (Tenebre)
- 1983: Das Geheimnis der vier Kronjuwelen (El tesoro de las cuatro coronas)
- 1985: Phenomena
- 1985: Dämonen 2 (Dèmoni)
- 1988: Terror in der Oper (Opera)
- 1989: The Church (La chiesa)
- 1994: DellaMorte DellAmore